# Notiobiella subolivacea
Notiobiella subolivacea is een insect uit de familie van de bruine gaasvliegen (Hemerobiidae), die tot de orde netvleugeligen (Neuroptera) behoort. 
Notiobiella subolivacea is voor het eerst wetenschappelijk beschreven door Nakahara in 1915.